# Ampulex arnoldi
Ampulex arnoldi là một loài côn trùng cánh màng trong họ Ampulicidae, thuộc chi Ampulex. Loài này được Brauns in Arnold miêu tả khoa học đầu tiên năm 1928.